# Alphonse Bongnaim
Alphonse Bongnaim (22 agosto 1985) è un calciatore vanuatuano, difensore.

## Carriera

### Nazionale
Ha debuttato in Nazionale il 13 luglio 2011, nell'amichevole Figi-Vanuatu (2-0). Ha partecipato, con la Nazionale, alla Coppa delle nazioni oceaniane 2012. Ha collezionato in totale, con la maglia della Nazionale, 10 presenze.